# Église Santa Maria Regina dei Cuori
Pour les articles homonymes, voir Église Sainte-Marie.
L’église Santa Maria Regina dei Cuori est une église romaine du Rione Ludovisi, située via Sardegna, au coin de la via Romagna.

## Description
L'église avec le couvent Padri Montfortani a été construite entre 1903 et 1913 par l'architecte Passarelli dans un style néo-roman. La façade est en brique.
L'intérieur se compose d'une nef aux ouvertures  agrémentées de vitraux et sur le maître-autel, une sculpture en marbre représentant la Vierge à l'Enfant, saint Louis de Montfort et l'archange Gabriel (œuvre de Paolo Bartolini).